# Soera Pracht en Praal
Soera Pracht en Praal is een soera van de Koran.
De soera is vernoemd naar aya 35 waarin wordt aangegeven dat God alle pracht en praal aan de ongelovigen kan geven, datgene dat slechts het genot is van dit leven. De profeten Ibrahim, Musa en Isa worden genoemd. Er wordt ingegaan op de blindheid van de Mekkanen, de Hemel en de Hel en het Laatste Oordeel. In een van de laatste ayat wordt gezegd dat als God een zoon zou hebben, dan zou men de eerste moeten zijn om deze te dienen.

## Bijzonderheden
Aya 54 zou zijn geopenbaard in Medina.